# Lucjan Mieczkowski
Lucjan Mieczkowski (ur. 25 marca 1934 w Serocku, zm. 28 marca 2023 w Warszawie) – polski dyplomata.

## Życiorys
Absolwent Wydziału Dyplomatyczno-Konsularnego Szkoły Głównej Służby Zagranicznej w Warszawie. W Ministerstwie Spraw Zagranicznych w stopniu referenta od 1956. Pracował m.in. w departamentach Ameryki Północnej i Południowej, Afryki, Azji, Australii i Oceanii. Przebywał na misjach w Laosie, Australii (Sydney), Indiach (Nowe Delhi), Stanach Zjednoczonych (Waszyngton). Pełnił funkcję ambasadora PRL/RP w Tajlandii, akredytowany jednocześnie na Filipinach i w Birmie. Od 4 czerwca 1996 do 2001 był ambasadorem RP w Pakistanie.
Syn Wincentego i Sabiny. Ojciec Sławomira i Bogusława. Pochowany na warszawskim cmentarzu w Starej Miłośnie.